# 상모중학교
상모중학교(上毛中學校)는 대한민국 경상북도 구미시 임은동에 있는 공립 중학교이다.

## 학교 연혁
- 2000년 9월 6일 : 상모중학교 설립 인가
- 2002년 2월 28일 : 본관 3층, 별관 2층 준공
- 2002년 3월 1일 : 제1대 이명식 교장 취임
- 2002년 3월 5일 : 제1회 입학식 (320명)
- 2003년 12월 26일 : 별관 4,5층 교실 7칸 증축
- 2005년 2월 15일 : 제1회 졸업식 (335명)
- 2005년 12월 27일 : 태권도부 창단식(21명)
- 2008년 2월 6일 : 본관4층 교실 4칸 증축
- 2008년 11월 20일 : 학교도서관 및 예체능실 개관
- 2009년 3월 1일 : 교육과학기술부 요청 도지정 연구학교 운영 (다원 교육과정 편성 운영-진로탐색 및교과수월성 확보) (~2010. 02. 28)
- 2010년 3월 1일 : 교과교실제 시범학교 운영 (~2013.02.28)
- 2010년 3월 1일 : 교육과학기술부 요청 도지정 연구학교 운영 (2009 개정교육과정 편성 운영) (~2011. 02. 28)
- 2012년 8월 22일 : 과학실 현대화 사업 완공
- 2013년 3월 3일 : 특수학급 신설
- 2018년 2월 28일 : 급식실 현대화 사업 완료
- 2021년 3월 1일 : 인공지능(AI)교육 선도학교 운영(3년, ~2024.2.29)
- 2022년 9월 1일 : 제11대 김은희 교장 부임
- 2024년 2월 8일 : 제20회 졸업식(9학급 242명)
- 2024년 3월 4일 : 제23회 입학식(8학급 201명)
- 2024년 9월 2일 : 제12대 김종수 교장 부임

## 참고 자료
- 상모중학교 - 한국교육학술정보원 학교알리미